# Matriz de Haddon
La Matriz de Haddon es el paradigma más utilizado generalmente en el campo de la prevención de la lesividad.
Desarrollado por William Haddon en 1970, las matrices se centran en factores relacionados con atributos personales, vectores o atributos medioambientales; antes, durante y después de un traumatismo o muerte. Al utilizar este marco, puede evaluar la importancia relativa al diseño y factores de diferentes intervenciones. Es un concepto muy utilizado en seguridad vial para el estudio y prevención de los accidentes de tráfico y el grado de tolerancia humana al choque. 

## Ejemplo de Matriz de Haddon
| Fase           | Factores humanos                                                | Vehículos y Factores de Equipamiento                                                        | Factores medioambientales                                                                     |
| -------------- | --------------------------------------------------------------- | ------------------------------------------------------------------------------------------- | --------------------------------------------------------------------------------------------- |
| Pre-Accidente  | - Información - Actitudes - Empeoramiento - Aplicación policial | - Carretera en buen estado - Iluminación física - Frenado - Administración de la velocidad  | - Diseño de carretera y diseño de carretera - Límites de velocidad - Instalaciones peatonales |
| Accidente      | - Uso de restricciones - Empeoramientos                         | - Restricciones de ocupantes - Otros dispositivos de seguridad - Accidente-diseño protector | - Accidente-protector de objetos                                                              |
| Post-Accidente | - Primeros auxilios - Acceso a los sanitarios                   | - Facilidad de acceso - Riesgo de fuego                                                     | - Instalaciones de rescate - Congestión                                                       |

## Prevención de lesiones
Estos diez elementos son a menudo denominados "Estrategias de Haddon". Las maneras posibles de impedir el daño durante las varias fases incluye:

### Pre-Acontecimiento
1. Impedir la existencia del agente.
2. Impedir la liberación del agente.
3. Separado el agente del usuario.
4. Proporciona protección para el usuario.

### Acontecimiento
1. Minimizar la cantidad de presente de agente.
2. Control del patrón de liberación del usuario para minimizar daño.
3. Control de la interacción entre el agente y usuario de minimizar daño.
4. Aumento de la resiliencia.

### Post-acontecimiento
1. Proporcionar una respuesta de tratamiento rápida.
2. Proporciona tratamiento y rehabilitación.